# Bikes vs Cars
Bikes vs Cars är en svensk dokumentärfilm i regi av Fredrik Gertten. Filmen hade biopremiär den 6 mars 2015 och handlar om kampen mellan cyklister och massbilismen.
Filmen producerades av Margarete Jangård och Elin Kamlert för produktionsbolaget WG Film AB. Den distribueras av Folkets Bio AB.